# Голлсборо (Північна Кароліна)
Голлсборо (англ. Hallsboro) — переписна місцевість (CDP) в США, в окрузі Колумбус штату Північна Кароліна. Населення — 382 особи (2020).

## Географія
Голлсборо розташоване за координатами 34°19′8″ пн. ш. 78°35′36″ зх. д. / 34.31889° пн. ш. 78.59333° зх. д. (34.318869, -78.593373).  За даними Бюро перепису населення США в 2010 році переписна місцевість мала площу 8,45 км², уся площа — суходіл.

## Демографія
Згідно з переписом 2010 року, у переписній місцевості мешкало 465 осіб у 199 домогосподарствах у складі 115 родин. Густота населення становила 55 осіб/км².  Було 249 помешкань (29/км²).
Расовий склад населення:
| - 57,0 % — чорних або афроамериканців - 37,4 % — білих - 1,5 % — корінних американців - 0,4 % — азіатів - 1,9 % — осіб інших рас |

До двох чи більше рас належало 1,7 %. Частка іспаномовних становила 3,2 % від усіх жителів.
За віковим діапазоном населення розподілялося таким чином: 21,3 % — особи молодші 18 років, 58,1 % — особи у віці 18—64 років, 20,6 % — особи у віці 65 років та старші. Медіана віку мешканця становила 43,3 року. На 100 осіб жіночої статі у переписній місцевості припадало 99,6 чоловіків;  на 100 жінок у віці від 18 років та старших — 96,8 чоловіків також старших 18 років.
За межею бідності перебувало 38,5 % осіб, у тому числі 72,9 % дітей у віці до 18 років та 32,1 % осіб у віці 65 років та старших.
Цивільне працевлаштоване населення становило 157 осіб. Основні галузі зайнятості: виробництво — 38,2 %, роздрібна торгівля — 27,4 %, будівництво — 17,2 %.